# Каскада „Доспат“
 Тази статия е за системата от малки ВЕЦ.  За за голямата каскада на НЕК вижте Каскада „Доспат-Въча“.  
Каскада „Доспат“ е планиран енергиен комплекс, състоящ се от 8 микроязовира и ВЕЦа на река Доспат, разположени на територията на Община Доспат и Община Сатовча с обща мощност 7750 kW както следва:
- ВЕЦ 1 с кота 578,8, височина на стената 15 метра, ширина 80 метра и мощност на турбината 375 kW;
- ВЕЦ 2 с кота 595,0, височина на стената 15 метра, ширина 50 метра и мощност на турбината 375 kW;
- ВЕЦ 3 с кота 620,0, височина на стената 15 метра, ширина 50 метра и мощност на турбината 375 kW;
- ВЕЦ „Бръщен“ с кота 730 (водохващане) и кота 660 (ВЕЦ). Водата се отвежда до ВЕЦа посредством тръбопровод с дължина 2500 метра. Две турбини с обща мощност 1750 kW;
- ВЕЦ „Црънча“ с кота 930 (водохващане) и кота 770 (ВЕЦ). Водата се отвежда до ВЕЦа посредством тръбопровод с дължина 3000 метра. Три турбини с обща мощност 3000 kW;
- ВЕЦ 4 с кота 940,0, височина на стената 15 метра, ширина 50 метра и две турбини с обща мощност 625 kW;
- ВЕЦ 5 с кота 963,0, височина на стената 15 метра, ширина 50 метра и две турбини с обща мощност 625 kW;
- ВЕЦ 6 с кота 990,0, височина на стената 15 метра, ширина 50 метра и две турбини с обща мощност 625 kW.[1]

Строителството на ВЕЦ „Црънча“ стартира през 2010 и е завършено през 2011 година.